# Alexandra Lundström
Alexandra Lundström (* 15. September 1998) ist eine schwedische Handballspielerin, die für den norwegischen Erstligisten Romerike Ravens aufläuft.

## Karriere

### Im Verein
Lundström erlernte das Handballspielen beim Verein IFK Tumba. Im Jahr 2015 schloss sie sich dem Zweitligisten Tyresö Handboll an. Nachdem die Rückraumspielerin in der Saison 2016/17 mit 113 Treffern den vierten Platz in der Torschützenliste der Allsvenskan belegt hatte, wurde sie vom schwedischen Erstligisten Önnereds HK verpflichtet. Für Önnereds erzielte sie in der Saison 2017/18 14 Treffer in 20 Erstligapartien. Anschließend lief Lundström für den Ligakonkurrenten BK Heid auf, für den sie 18 Tore in der höchsten schwedischen Spielklasse warf.
Lundström spielte ab dem Sommer 2019 für den schwedischen Zweitligisten HK Aranäs. In der Saison 2020/21 erzielte sie 146 Treffer für Aranäs, mit dem sie in der Aufstiegsrunde scheiterte. Anschließend wechselte sie zum Erstligaaufsteiger Kärra HF, für den sie 68 Treffer in 19 Erstligaspielen erzielte. Ab dem Sommer 2022 stand sie beim deutschen Bundesligisten SV Union Halle-Neustadt unter Vertrag. Zur Saison 2024/25 unterschrieb sie einen Vertrag beim norwegischen Erstligisten Follo HK. Im Februar 2025 wechselte sie zum Ligakonkurrenten Romerike Ravens. Ab dem Sommer 2025 wird sie für den deutschen Zweitligisten Bergischer HC auflaufen.

### In Auswahlmannschaften
Lundström bestritt zwischen 2014 und 2017 insgesamt 20 Länderspiele für die schwedische Jugend- sowie für die Juniorinnennationalmannschaft, in denen sie 32 Tore warf. Mit diesen Auswahlmannschaften nahm sie an der U-17-Europameisterschaft 2015 und an der U-19-Europameisterschaft 2017 teil.